# آرتور گالویان
آرتور فلیکسی گالویان (روسی: Артур Феликсович Галоян؛ زادهٔ ۲۵ ژوئن ۱۹۹۹ در مسکو) بازیکن فوتبال در پست هافبک ارمنی‌تبار اهل روسیه است.

## باشگاهی
از باشگاه‌هایی که در آن بازی کرده‌است می‌توان به باشگاه فوتبال تورپدو مسکو اشاره کرد.